# Titularbistum Hauara
Hauara  (ital.: Avara) ist ein Titularbistum der römisch-katholischen Kirche. 
Es geht zurück auf ein antikes Bistum in der römischen Provinz Syria Palaestina bzw. in der Spätantike Palaestina salutaris auf der Sinai-Halbinsel, das der Kirchenprovinz Petra angehörte.
| Titularbischöfe von Hauara |                                   |                                                                                         |                 |               |
| Nr.                        | Name                              | Amt                                                                                     | von             | bis           |
| 1                          | Ambroise Buttigeg OP              |                                                                                         | 5. Mai 1553     | 1558          |
| 2                          | William Henry Elder               | Koadjutorerzbischof von Cincinnati (USA)                                                | 30. Januar 1880 | 4. Juli 1883  |
| 3                          | Salvador Masot y Gómez OP         | Apostolischer Vikar von Fujian (Kaiserreich China)                                      | 20. Juni 1884   | 17. März 1911 |
| 4                          | Constant Philomen Jeanningros MEP | Apostolischer Koadjutorvikar von Ost-Cochinchina (Französisch-Indochina, heute Vietnam) | 24. August 1911 | 21. März 1921 |
| 5                          | Agostino de Jesus e Souza         | Koadjutorbischof von Lamego (Portugal)                                                  | 4. August 1921  | 12. Juli 1935 |